# گرکان
گَرِکان روستایی در بخش مرکزی شهرستان آشتیان است.

## جغرافیای گرکان
گرکان با مختصات جغرافیایی: ۴۵ درجه و ۵۰ دقیقه طول شرقی و ۲۴ درجه و ۲۲ دقیقه عرض شمالی. ارتفاع آن از سطح دریا تقریباً ۲۰۰۰ متر است. فاصله آن تا شهر آشتیان از راه آسفالته ۵ کیلومتر و از راه طبیعی خاکی و غیر آسفالته ۲۸۰۰ متر می‌باشد. راه آسفالته اراک – گرکان ۷۶ کیلومتر است. در جنوب خاوری شهر تفرش و شمال باختری شهر آشتیان قرار دارد. کوه نسبتاً بلندی به نام «کلاهه» (در اصطلاح معمولی اهالی گرکان کوه کله) به ارتفاع ۲۹۴۰ متر در شمال شرقی گرکان و در نزدیکی آن کوهی بنام میرآب قرار دارد. قنات‌های چندی در دامنه جنوبی کوه کلاهه در گرکان حفر شده است که برخی از آن‌ها امروز نیز دایر هستند.
آب اصلی گرکان از چشمه سارهایی که در جنوب شرقی کوه کلاهه جاری هستند (تورک، گله گشگا، کیلان) تشکیل شده است و از مجاری به نام سُفت عبور کرده و سپس از دره معروف به درهٔ آسیاب‌ها گذشته، باغات و دشت عمده گرکان را مشروب می‌کند. آب اصلی گرکان به اندازه‌ای است که تا سال ۱۳۰۵ تعداد ۱۹ آسیاب آبی که در مسیر آن قرار داشتند در تمام ایام سال دایر بودند. اما پس از پیدایش آسیاب‌های موتوری از اهمیت آن‌ها کاسته شد و امروز همه آن‌ها خراب و حتی آثار خرابه‌های آن‌ها نیز در حال از بین رفتن و محو شدن است.

## قدمت گرکان
در جغرافیای مفصل ایران – جلد دوم (سیاسی)، تألیف مسعود کیهان، استاد دارالمعلمین عالی که در سال ۱۳۱۱ شمسی در مطبعه مجلس به چاپ رسیده است، صفحه ۳۸۸ آمده است: شهر گرکان بسیار قدیمی و در دوره قاجاریان محل معتبر و بزرگی بوده است؛ ولی در این باره در کتاب دلیلی ذکر نشده است. (کتاب گرکان، ص ۱۱)
در فرهنگ دکتر معین – صفحه ۱۶۹۰ آمده است «گرکان قصبه‌ای است جزو دهستان آشتیان، بخش، طرخوران، شهرستان اراک، واقع در ۱۵ کیلومتری جنوب خاوری طرخوران، کوهستانی و سرد سیر، دارای ۲۱۷۸ تن سکنه، محصول غله، انگور، قلعه خرابه به نام «حاجی عبدالله» و دیگری به نام «سر پل» از آثار باستانی آن می‌باشد».
از نظر معنایی کلمه گرکان از دو بخش گر به معنای کوه (لغت‌نامه دهخدا) و کان به معنای معدن (لغت‌نامه دهخدا) تشکیل شده شده است و شاید معنای کلمه ای گرکان را کوه معدن ترجمه شود، از قدیم نیز معدن نوعی سنگ مرمر سبز رنگ به همراه معدن زغال سنگ نیز در گرکان واقع بوده و شاید این مفهوم کوه معدن را واقعی تر نشان می‌دهد اما بین مردم گرکان نیز روایتی دیگر از نام گرکان روایت می‌شود با این شرح که بعد از حمله اعراب این روستا گبرمکان نامیده شد. گبر [[این عنوان را پس از ساسانیان قوم غالب جهت استخفاف به ایرانیان زرتشتی داده و همچنان در اذهان و ادبیات مانده است. در زبان‌های بلوچی و کردی نیز این واژه دیده شده که به معنی مرد است. در کردی ، گور به معنی بزرگ و گورگارکان یعنی بزرگ بزرگان یا پهلوان‌است. گبره در زبان آرامی به معنی مطلق مرد است و در مقابل زن به کار می‌رود. کاربرد این واژه درباره مسیحیان و ترک‌ها به مفهوم کافر هم دیده شده است. زرتشتیان خود را بهدین یا زرتشتی یا وَهدین نامند. لهجهٔ زرتشتیان را گبری خوانند که پورداوود این لهجه را بجای گبری بهدینی نامیده است. لهجهٔ گبری را اردشیر مهربان یزدی گردآوری کرده که با یک ترجمهٔ انگلیسی توسط ادوارد براون انتشار یافته است. زرتشتیان خود، مرد را گوره گویند]] که توسط اعراب معنای بی‌دین یا بی‌خرد که به عنوان توهین به استفاده می‌شده.
روایات دیگر جبرمکان، مکانی که به جبر/زور مسلمان شدند. پارس‌ها جبر را گبر تلفظ کردند.
از دیگر آثار تاریخی گرکان به بازمانده آتشکده قلعه خرابه است که در بالای قله کوه «دیدگاه» قرار دارد نیز می‌توان اشاره داشت.
در فرهنگ جغرافیایی ایران، جلد دوم، استان یکم، از انتشارات سازمان جغرافیایی کشور در سال ۱۳۵۵، در صفحه ۲۵۳ آمده است: «آثار قلعه خرابه، معروف به آتشکده» روی قله کوه (کوه دیدگاه) مجاور قصبه است.
دلایل بسیار دیگری در دست است که گرکان در دوره پیش از اسلام شهر بوده و وسعت و دامنهٔ شهری آن نیز بسیار وسیع بوده است و همه آشتیان و روستاهای تفرش را که روی به رُستاق (معرب روستا و ده است) ورّه (به فتح اول و تشدید و ضم دوم و سکون سوم) معروف بوده است، شامل می‌شده است. در تاریخ قم (تاریخ قم، تألیف حسین بن محمد بن محمد بن حسن قمی در سال ۳۷۸ قمری نوشته شده و به وسیله حسن بن حسن بن عبدالملک قمی در سال ۸۰۵–۸۰۶ قمری به فارسی نوشته شده است و به وسیله سید جلال الدین طهرانی در سال ۱۳۱۳ خورشیدی تصحیح و تحشیه شده است) همه جا نام گرکان به صورت معرب «جرکان» نوشته شده است.
هر رُستاق عبارت است از چند طسوج بوده است و گرکان را طسوجی از رُستاق «ورّه» نوشته است. طسوج به مجموعه‌ای از چند روستا گفته می‌شده است و به دیگر سخن: هر چند روستا یک طسوج را تشکیل می‌داده است.

## آثار تاریخی گرکان
آثار فرهنگی که تاکنون از گزند حوادث گوناگون مصون مانده‌اند و از طرف سازمان میراث فرهنگی کشور مورد تأیید قرار گرفته‌اند به قرار زیر است:
1. مسجد جامع گرکان
2. آب انبار مستشارالملک

برج گرکان، منزل استاد عبدالعظیم قریب و استاد عبدالکریم قریب (موزه زبان و ادبیات فارسی)

3. تکیه قدیمی (محل تعزیه و شبیه خوانی)
4. برج گرکان، منزل استاد عبدالعظیم قریب و استاد عبدالکریم قریب (موزه زبان و ادبیات فارسی)

در گرکان حمام‌های کهنه و نو و غسالخانه‌ای که در مظهر قنات کیوار با طاق آجری ساخته شده بود بر اثر بی‌توجهی سازمان میراث فرهنگی دراین چند سال اخیر در گرکان خراب و به کلی آثار آن‌ها از میان رفته است.
لازم است ذکر شود چهار بنای تاریخی که ذکر گردید توسط استاد دکتر عبدالکریم قریب و بانوشتن نامه‌هایی به مراجع مختلف موجب حفظ آن‌ها شده است و در حراست آن‌ها توسط سازمان میراث فرهنگی کوشش نموده‌اند.
محل دیگری در گرکان (که تقریباً در شمال شرقی) وجود دارد به نام «درهٔ پی امامان» این دره به ویژه قسمتی از آن که جزو تختان (Terrace) رودخانه فصلی گرکان است از ماسه و سنگ تشکیل شده است از گذشته‌ای بسیار دور برای اهالی گرکان، محلی متبرک و مقدس مورد توجه بوده است و در آنجا برای برآورده شدن حاجات خود نذرهایی می‌کردند.

## آتشکده‌های گرکان
وجود آتشکده‌هایی در گرکان و روستاهای مجاور آن مانند آثار آتشکده «آذرکشسب» در ناحیه «فردجان» فراهان، که تا سال ۲۸۲ هجری قمری دایر بوده و قبرهایی از سفال که در گرکان و روستاهای دیگر یافت شده‌اند، ثابت می‌کند که پس از استیلای عرب بر ایران، زرتشتیان ایران، مدت‌ها در مقابل آنان پایداری کرده‌اند و دست از مذهب و مراسم مذهبی خود برنداشته‌اند. این موضوع را کوزه‌های سفالینی که در بسیاری از نقاط گرکان و نواحی اطراف به دست آمده است تأیید می‌کند.

## آیین و مراسم سنتی
مراسم ویژه‌ای در گرکان تا این اواخر به نام «آب پاشانک» انجام می‌گرفت. این مراسم بدین ترتیب بود که هر سال در روز اول تابستان (اول تیرماه) اهالی گرکان کاسه یا جامی از آب تمیز را به سر و روی هر کسی که از جلو خانه‌اشان عبور می‌کرد می‌پاشیدند و این عمل را شگون و فال نیک می‌پنداشتند و هیچ‌کس، چه پیر و چه جوان، زن یا مرد از این عمل ناراحت نمی‌شدند و با خوشرویی با «پاشنده» آب (یا چانندهٔ آب) برخورد می‌کردند.
از طرفی می‌دانیم این مراسم، یعنی «آب پاشانک» یکی از مراسم سنتی زرتشتیان و آیین دوره ساسانیان است که در روز اول تیرماه اجرا می‌شده و «تیر» به عقیده زرتشتیان نام فرشته‌ا ی بوده است که نگهبان باران است.
از دیگر مراسم جالب توجه مراسمی است که اهالی گرکان و روستاهای دیگر نزدیک به گرکان، کوشش دارند که روز اول تیرماه به زیارت دو امامزاده‌ای که در روستایی در حدود ده کیلومتری گرکان به نام «آهو» قرار دارد برای زیارت بروند.
دیگر مراسم معمول در گرکان مراسم عید نوروز است که با مراسم ویژه‌ای برگزار می‌شود.
با توجه به این که گرکان بافتی مذهبی دارد هر ساله در ایام محرم الحرام و صفر مراسم سنتی عزاداری سید الشهدا و اهل بیت علیهم السلام شامل شبیه خوانی (تعزیه داری) و عزاداری سنتی و سینه زنی (حلقه ای) برگزار می‌گردد که منجر به حضور اکثریت گرکانی‌ها و شرکت در آیین سنتی عزاداری در گرکان می‌گردد.

## مشاهیر گرکان
1. استاد عبدالعظیم قریب، بنیان‌گذار ادبیات نوین فارسی
2. استاد دکتر عبدالکریم قریب، پدر علم زمین‌شناسی ایران
3. دکتر محمد قریب، پدر طب کودکان ایران
4. محمدحسین قریب گرکانی معروف به شمس العلما، (نویسنده کتاب قطوف الربیع فی صنوف البدیع)
5. بدرالزمان قریب، (عضو فرهنگستان زبان و ادب فارسی و متخصص فرهنگ و زبان‌های باستانی ایران)
6. آیت‌الله احمد محسنی گرکانی، (رئیس دیوان عالی کشور)
7. محمد حسن قرائی، (معاونت آموزشی دانشکده مهندسی مخابرات و استاد مباحث دیجیتال، مدیر کل اسبق مرکز آموزش مخابرات ایران، مؤسس و اولین رئیس دانشکده فنی دانشگاه آزاد اسلامی واحد یادگار امام (ره) - شهرری)
8. علی ماجدی، (عضو دفتر ریاست جمهوری، مشاور اقتصادی نخست‌وزیر میرحسین موسوی و معاون کل وزارت امور اقتصادی، سفیر ایران در کشور آلمان)،
9. دکتر احمد قریب، (معاونت پژوهشی اسبق سازمان انرژی اتمی ایران)
10. دکتر حسین قریب، (فرزند دکتر محمد قریب)
11. سپهبد هرمز قریب (رئیس تشریفات دربار محمدرضا شاه پهلوی)
12. حاج ملا محمد علی گرکانی (پدر استاد عبدالعظیم قریب)، (وی شرح زندگانی ائمه اطهار (ع) را به سبک فردوسی و در حدود ۲۰ هزار بیت به نظم درآورده است)
13. ابوالحسن ابتهاج از بزرگان و خوش نامان دوران پهلوی از پدری گرکانی و مادری گیلانی در سال ۱۸۹۹ میلادی به دنیا آمد.
14. شاپور قریب کارگردان پیشکسوت سینما و نویسنده
15. غلامحسین خان مفید، (از پیشگامان هنر نمایش و بازیگری و کارگردان تئاترهای حماسی داستان‌های شاهنامه)
16. بیژن مفید، (آهنگساز و شاعر و خواننده، نویسنده و کارگردان نمایشنامه)
17. بهمن مفید، (بازیگر، نوازنده، خواننده و گوینده عروسکی)
18. هنگامه مفید، (نویسنده، کارگردان، شاعر، ترانه‌سرا و صداپیشه)